# 石野智顕
石野 智顕（いしの ともあき、1976年7月8日 - ）は、静岡県出身の元サッカー選手、サッカー指導者。

## 来歴
小学校のサッカー少年団時代よりGKとして頭角を現し、中学、高校と大学のサッカー部ではレギュラーGKとして活躍、特に筑波大学時代には主将を務めた。日本サッカー協会公認B級コーチ及びゴールキーパーB級コーチ。 
2016年よりベガルタ仙台のGKコーチに就任した。
2021年12月28日、清水エスパルスのGKコーチ就任が発表された。
2022年11月20日、V・ファーレン長崎のGKコーチに就任することが発表された。
2023年12月26日、川崎フロンターレのGKコーチに就任。

## 所属クラブ
- 清水市立飯田小学校 (現：静岡市立清水飯田小学校)
- 清水市立飯田中学校 (現：静岡市立清水飯田中学校)
- 静岡市立清水商業高等学校 (現：静岡市立清水桜が丘高等学校)
- 筑波大学

## 指導歴
- 1999年 - 2000年 法政大学体育会サッカー部 GKコーチ
- 2001年 水戸ホーリーホック 育成部GKコーチ
- 2002年 - 2004年 清水商業高校サッカー部 GKコーチ
- 2005年 - 2007年 アビスパ福岡
  - 2005年 ユース GKコーチ
  - 2006年 アシスタントGKコーチ兼ユースGKコーチ
  - 2007年 GKコーチ
- 2008年 - 2011年 モンテディオ山形 GKコーチ
- 2012年 - 2015年 アルビレックス新潟 GKコーチ
- 2016年 - 2021年 ベガルタ仙台 GKコーチ
- 2022年 清水エスパルス GKコーチ
- 2023年 V・ファーレン長崎 GKコーチ
- 2024年 - 川崎フロンターレ GKコーチ